# Hefestia
Hefestia (en griego, Ἡφαιστία, cuyo significado es ciudad de Hefesto) es el nombre de una antigua ciudad de la isla de Lemnos cuyos habitantes fueron mencionados ya en la Antigüedad por Heródoto. Se hallaba en la bahía de Pournia.
Según el historiador, las ciudades de la isla de Lemnos, Hefestia y Mirina, estaban habitadas por pelasgos. Estos pelasgos habían prometido devolver la isla a los atenienses si en alguna ocasión las naves atenienses, empujadas por los vientos del norte, conseguían llegar en menos de nueve días desde Atenas a la isla. Muchos años después, los atenienses bajo el mando de Milcíades el Joven hicieron la travesía en la estación de los vientos alisios en ocho días. Los habitantes pelasgos de Hefestia abandonaron la isla pero los de Mirina se resistieron y fueron asediados hasta que se rindieron, en torno al año 500 a. C.
Se han realizado excavaciones que han sacado a la luz restos de la antigua ciudad entre los que puede destacarse un teatro y un santuario dedicado a una deidad femenina.